# Nyaneka (peuple)
Pour les articles homonymes, voir Nyaneka.

Distribution géographique en Angola (en bleu vif)

Les Nyaneka sont un peuple bantou d'Afrique australe établi au sud-ouest de l'Angola. 

## Ethnonymie
Selon les sources, on observe plusieurs variantes : Banianeka, Haneca-Nkumbi, Lunyaneka, Munhaneca, Nhaneca, Nyaneka-Humbe,  Nyanekas, Ovanyaneka, Va-Nyaneka-Lunkumbi, Vanyaneka, Wanyaneka.

## Langue
Ils parlent le nyaneka, une langue bantoue dont le nombre de locuteurs était estimé à 300 000 en 1996. 